# Aleksej Guščin
Aleksej Petrovič Guščin (in russo Алексей Петрович Гущин?; Aleksandrovka, 5 gennaio 1922 – Mosca, 14 dicembre 1986) è stato un tiratore a segno sovietico.

## Palmarès

### Olimpiadi
- 1 medaglia:
  - 1 oro (Roma 1960 nella pistola 50 metri)